# شرلی کالینز
شرلی کالینز (انگلیسی: Shirley Collins؛ زادهٔ ۵ ژوئیهٔ ۱۹۳۵) یک موسیقی‌دان است.